# 中國心連心化肥
中國心連心化肥有限公司（港交所：1866），或稱河南心連心化肥，是一家在中國從事生產化工肥料的公司，公司產品包括尿素、複合肥及甲醇。
2007年6月20日，中國心連心化肥在新加坡交易所上市，招股價0.77新加坡元，集資2.024億新加坡元。2009年12月8日，中國心連心化肥在香港交易所介紹上市。2014年于新加坡交易所撤銷上市。

## 外部連結
- 心連心化肥公司網站（页面存档备份，存于）